# Ремонтне
Ремонтне — село у південно-східній частині Долишньо-Донської низовини Ростовської області Російської Федерації.
Ремонтне лежить на східному пограниччі української мішаної етнічної території.
1926 року у Ремонтнинському районі українці становили 86,8 % населення.